# Bartolomé Caldentey
Bartolomé Caldentey Jaume (ur. 25 kwietnia 1951 w Sineu) – hiszpański kolarz torowy, trzykrotny medalista mistrzostw świata.

## Kariera
Pierwszy sukces w karierze Bartolomé Caldentey osiągnął w 1976 roku, kiedy zdobył srebrny medal w wyścigu ze startu zatrzymanego amatorów podczas mistrzostw świata w Lecce, gdzie wyprzedził go tylko Gaby Minneboo z Holandii, a trzeci był Rainer Podlesch z RFN. Identyczny skład miało podium w tej samej konkurencji na rozgrywanych w 1977 roku mistrzostwach świata w San Cristóbal. Ostatni medal Hiszpan wywalczył podczas mistrzostw świata w Besançon w 1980 roku, gdzie zajął trzecie miejsce w swej koronnej konkurencji, przegrał tylko z Gabym Minneboo i jego rodakiem Mattheusem Pronkiem. Nigdy nie wystąpił na igrzyskach olimpijskich.